# Oncocerida
Oncocerida — вимерлий ряд головоногих молюсків підкласу наутилоїдей (Nautiloidea), що існував з ордовицького періоду до середнього карбону.

## Опис
Раковини були короткими і товстими. За формою у різних видів раковини були циртоконічними (у вигляді ледь зігнутого конуса), гіроконічними (у вигляді незакрученої до кінця спіралі), серпентоконічними (змієподібна спіраль), торітіконічними (схожі на мушлю равлика) або ортоконічними (прямий конус). Устя як правило звужене або закрите. Сполучні кільця сифона одношарові з виростами у вигляді поздовжніх радіальних пластин, що відходять від внутрішньої поверхні всього кільця (а не тільки від віночка, як у близького ряду Discosorida).

## Родини
- Graciloceratidae
- Tripteroceratidae
- Valcourocratidae
- Diestoceratidae
- Oncoceratidae
- Jovellaniidae
- Nothoceratidae
- Karoceratidae
- Hemiphragmoceratidae
- Acleistoceratidae
- Polyelasmoceratidae
- Brevicoceratidae
- Poterioceratidae
- Tripleuroceratidae
- Archiacoceratidae